# Gladiatorerna (1969)
Gladiatorerna är en svensk film från 1969 i regi av Peter Watkins.

## Handling
I en avlägsen framtid löser olika stater sina konflikter genom gladiatorspel, där ländernas främsta kämpar slåss mot varandra.

## Rollista i urval
- Arthur Pentelow - en brittisk general
- Kenneth Lo - en kinesisk överste
- Hans Bendrik - kapten Davidsson
- Christer Gynge - Davidssons assistent
- Jeremy Child - B1, gruppledaren